# Mercedes McCambridge
Charlotte Mercedes Agnes McCambridge (Joliet, 16 marzo 1916 – La Jolla, 2 marzo 2004) è stata un'attrice statunitense.

## Biografia
Figlia di due contadini di origine irlandese, Marie Mahaffry e John Patrick McCambridge, si laureò al Mundelein College di Chicago prima di intraprendere la carriera di attrice. Star della radio e di Broadway, vinse il premio Oscar alla miglior attrice non protagonista nel 1950 per la sua interpretazione in Tutti gli uomini del re (1949) di Robert Rossen, che rappresentò anche il suo brillante debutto sul grande schermo.
La sua carriera, in ruoli prevalentemente secondari ma talora incisivi, si svolse soprattutto durante gli anni cinquanta ed ebbe il suo apice con il ruolo della malvagia Emma Small in Johnny Guitar (1954), con protagonista Joan Crawford, il western-cult di Nicholas Ray in cui la McCambridge ebbe modo di ritrarre un personaggio femminile dalla cieca ostinazione, in linea con il tono di tragica tensione della pellicola. Tra gli altri film da lei interpretati nel decennio, da ricordare L'odio colpisce due volte (1951) di King Vidor, Il gigante (1956) di George Stevens, L'infernale Quinlan (1958) di Orson Welles (sia pure non accreditata), Improvvisamente, l'estate scorsa (1959) di Joseph L. Mankiewicz e Cimarron (1960) di Anthony Mann.
Dagli anni sessanta la McCambridge diradò le apparizioni cinematografiche in favore di film per la televisione; tra i suoi ultimi impegni sul grande schermo, un ruolo in The Other Side of the Wind (1972), diretta ancora da Orson Welles, e la voce prestata al personaggio dell'indemoniata interpretata da Linda Blair nell'horror L'esorcista (1973) di William Friedkin. La sua ultima apparizione al cinema risale al 1983, mentre in televisione nel 1988.

## Filmografia

### Cinema
- Tutti gli uomini del re (All the King's Men), regia di Robert Rossen (1949)
- Tutto per tutto (Inside Straight), regia di Gerald Mayer (1951)
- The Scarf, regia di Ewald André Dupont (1951)
- L'odio colpisce due volte (Lightning Strikes Twice), regia di King Vidor (1951)
- Johnny Guitar, regia di Nicholas Ray (1954)
- Il gigante (Giant), regia di George Stevens (1956)
- Addio alle armi (A Farewell to Arms), regia di Charles Vidor (1957)
- L'infernale Quinlan (Touch of Evil), regia di Orson Welles (1958) - non accreditata
- Improvvisamente, l'estate scorsa (Suddenly, Last Summer), regia di Joseph L. Mankiewicz (1959)
- Cimarron, regia di Anthony Mann (1960)
- Anonima peccati (Angel Baby), regia di Paul Wendkos (1961)
- Run Home Slow, regia di Ted Brenner (1965)
- Tutti cadranno in trappola (The Counterfeit Killer), regia di Joseph Lejtes (1968)
- 99 donne (Der heiße Tod), regia di Jesús Franco (1969)
- Justine, ovvero le disavventure della virtù (Marquis De Sade: Justine), regia di Jesús Franco (1969)
- The Other Side of the Wind, regia di Orson Welles (1972)
- L'esorcista (The Exorcist), regia di William Friedkin (1973) - voce
- Sixteen, regia di Lawrence Dobkin (1973)
- Thieves, regia di John Berry (1977)
- Airport '80 (The Concorde... Airport '79), regia di David Lowell Rich (1979)
- Echoes, regia di Arthur Allan Seidelman (1983)

### Televisione
- Lux Video Theatre – serie TV, 2 episodi (1950-1952)
- The Ford Television Theatre – serie TV, 1 episodio (1952)
- Tales of Tomorrow – serie TV, 1 episodio (1953)
- Climax! – serie TV, episodio 2x05 (1955)
- Studio One – serie TV, 3 episodi (1953-1956)
- Wire Service – serie TV, 13 episodi (1956-1957)
- Carovane verso il West (Wagon Train) – serie TV, 1 episodio (1957)
- Panico (Panic!) – serie TV, episodio 2x02 (1958)
- Avventure lungo il fiume (Riverboat) – serie TV, 1 episodio (1959)
- Dakota (The Dakotas) – serie TV, episodio 1x04 (1963)
- The Doctors – serie TV, 5 episodi (1963)
- La parola alla difesa (The Defenders) – serie TV, 1 episodio (1964)
- Il dottor Kildare (Dr. Kildare) – serie TV, 3 episodi (1964)
- The Nurses – serie TV, episodio 2x16 (1964)
- Gli uomini della prateria (Rawhide) – serie TV, 4 episodi (1959-1965)
- Lost in Space – serie TV, 1 episodio (1966)
- Vita da strega (Bewitched) – serie TV, 1 episodio (1968)
- Bonanza – serie TV, 2 episodi (1962-1970)
- Medical Center – serie TV, 1 episodio (1970)
- Reporter alla ribalta (The Name of the Game) – serie TV, 1 episodio (1971)
- Gunsmoke – serie TV, 1 episodio (1971)
- Chi è Black Dahlia? (Who Is the Black Dahlia?), regia di Joseph Pevney (1975) – film TV
- Charlie's Angels – serie TV, episodio 3x05 (1978)
- Angeli volanti (Flying High) – serie TV, 1 episodio (1978)
- Magnum, P.I. – serie TV, episodio 1x15 (1981)
- Terrore in sala (Terror in the Aisles), regia di Andrew J. Kuehn – documentario (1984)
- Storie incredibili (Amazing Stories) – serie TV, 1 episodio (1987)
- New York New York (Cagney & Lacey) – serie TV, 1 episodio (1988)

## Riconoscimenti
- Premio Oscar
  - 1950 – Miglior attrice non protagonista per Tutti gli uomini del re
  - 1957 – Candidatura alla miglior attrice non protagonista per Il gigante

- Golden Globe
  - 1950 – Migliore attrice non protagonista per Tutti gli uomini del re
  - 1950 – Migliore attrice debuttante per Tutti gli uomini del re

## Doppiatrici italiane
- Rosetta Calavetta in Johnny Guitar, Improvvisamente l'estate scorsa, Justine, ovvero le disavventure della virtù
- Dhia Cristiani in L'odio colpisce due volte, L'infernale Quinlan
- Rina Morelli in Tutto per tutto, Il gigante
- Franca Dominici in Addio alle armi, Charlie's Angels
- Lydia Simoneschi in Tutti gli uomini del re
- Giuliana Maroni in Cimarron

Da doppiatrice è sostituita da:
- Laura Betti in L'esorcista
- Sandro Sardone in Terrore in sala